# 名古屋市立広路小学校
名古屋市立広路小学校（なごやしりつ ひろじしょうがっこう）は、愛知県名古屋市昭和区にある公立小学校である。
御器所小学校とともに、昭和区における近代教育の源流となった。

## 沿革
- 1872年（明治5年）11月15日 - 学制施行により第二大学区第二中学区に所属。石仏村善昌寺に第27番小学松榮学校として創立。
- 1876年（明治9年）8月21日 -（明治9年5月8日愛知県布達第96号）第27番小学広路学校に改称
- 1882年（明治15年） - 現在地へ移転。
- 1883年（明治16年）1月24日 -（愛知県布達乙第7号）愛知郡第57学区公立小学広路学校に改称
- 1887年（明治20年）
  - 3月5日 - 小学校令施行により、愛知郡第24学区尋常小学広路学校に改称。
  - 6月 - 八事学校・中根学校を分校として合併する。
- 1892年（明治25年）
  - 4月1日 - 八事尋常小学校・中根尋常小学校を分離。
  - 6月1日 - 小学校令改正により、愛知郡御器所村立広路尋常小学校に改称。
- 1910年（明治43年）6月1日 - 高等科を併置し広路尋常高等小学校となる。
- 1921年（大正10年）8月22日 - 御器所村が名古屋市へ編入され、名古屋市立広路尋常高等小学校となる。
- 1933年（昭和8年）9月18日 - 校訓制定。
- 1936年（昭和11年）2月12日 - 松栄尋常小学校を分離。
- 1937年（昭和12年）3月31日 - 高等科を廃止して広路尋常小学校となる。
- 1939年（昭和14年）12月30日 - 汐路尋常小学校を分離。
- 1941年（昭和16年）4月1日 - 名古屋市広路国民学校となる。
- 1945年（昭和20年）5月6日 - 大野郡へ集団疎開。
- 1947年（昭和22年）4月1日 - 学校教育法施行により名古屋市立広路小学校に改称。
- 1957年（昭和32年）
  - 3月5日 - 校歌（作詞・近藤一一、作曲・水野久一郎）制定。
  - 6月12日 - 川原分校を開設。
- 1959年（昭和34年）9月1日 - 名古屋市立川原小学校を分離。

## 交通
- 名古屋市営地下鉄鶴舞線 川名駅 1番出口より北へ150m
- 名古屋市営バス（金山11・栄18・昭和巡回）広路小学校停留所すぐ

## 近隣施設
- 川名公園
- 昭和警察署

## 学区
広路学区は川名駅北西の飯田街道に沿った地域で、川原・八事・松栄・吹上・千種の5学区と接している。広路小学校は学区の北東に位置しており、学区内のどこからでも道程1.5km以内で到達できる。

## 進学先中学校
名古屋市立駒方中学校